# Porcellio colasi
Porcellio colasi är en kräftdjursart som beskrevs av Albert Vandel1958. Porcellio colasi ingår i släktet Porcellio och familjen Porcellionidae. Inga underarter finns listade i Catalogue of Life.